# San Fedele Intelvi

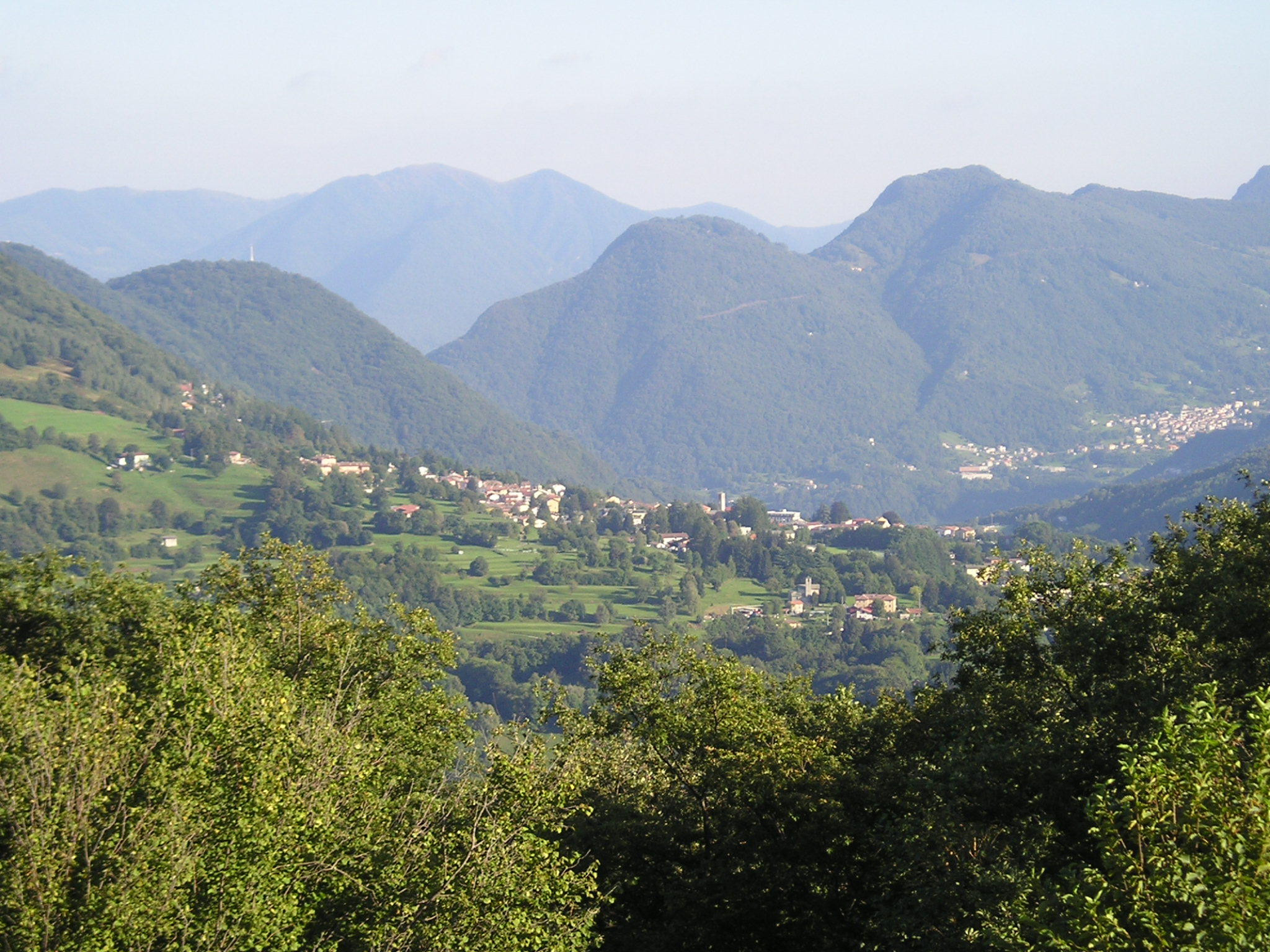
San Fedele Intelvi

San Fedele Intelvi is een plaats en was een gemeente in de Italiaanse provincie Como (regio Lombardije) en telt 1619 inwoners (31-12-2004). De oppervlakte bedraagt 11,0 km², de bevolkingsdichtheid is 149 inwoners per km².
Op 1 januari 2018 is de gemeente samen met Casasco d'Intelvi en Castiglione d'Intelvi opgegaan in Centro Valle Intelvi.

## Demografie
San Fedele Intelvi telt ongeveer 716 huishoudens. Het aantal inwoners steeg in de periode 1991-2001 met 10,8% volgens cijfers uit de tienjaarlijkse volkstellingen van ISTAT.
| Jaar | Inwoneraantal |
| ---- | ------------- |
| 1991 | 1346          |
| 2001 | 1491          |

## Geografie
De gemeente lag op ongeveer 601 m boven zeeniveau.
San Fedele Intelvi grensde aan de volgende gemeenten: Blessagno, Casasco d'Intelvi, Castiglione d'Intelvi, Cerano d'Intelvi, Laino, Pellio Intelvi.
1. ↑  Popolazione Residente al 1° Gennaio 2018. Istituto Nazionale di Statistica. Geraadpleegd op 16 maart 2019.